# Nové Dvory (Martinice)
Nové Dvory (německy Neuhof) jsou osada v okrese Žďár nad Sázavou v kraji Vysočina. Jde o místní část obce Martinice. Nové Dvory se nacházejí asi 3,5 km severovýchodně od Velkého Meziříčí, 25 km severovýchodně od Třebíče a asi 25,5 km jihovýchodně od Žďáru nad Sázavou. 
V osadě je registrováno 11 čísel popisných. Nachází se zde kříž a bezejmenný rybník, severně protéká potok Mastník, který je levostranným přítokem řeky Oslavy. Osadou prochází silnice III/36048, která ji spojuje s Martinicemi a Mostištěm.